# Légendes Pokémon : Arceus
Légendes Pokémon : Arceus (Pokémon LEGENDS アルセウス, Pokémon Legends Aruseusu) est un jeu vidéo de rôle de la série Pokémon développé par Game Freak et édité par The Pokémon Company et Nintendo. Révélé le 26 février 2021 lors d'un Pokémon Presents diffusé en marge de la « journée Pokémon », il est sorti mondialement le 28 janvier 2022 sur Nintendo Switch.
Ce jeu introduit sept nouveaux Pokémon ainsi que de nouvelles formes régionales propres à la région du jeu.

## Univers
Légendes Pokémon : Arceus se déroule durant une période ancienne de l'histoire de Sinnoh, dans la région de Hisui (ancien nom de Sinnoh). Le joueur incarne un humain qui viendrait du futur et son but est de créer et compléter le tout premier Pokédex de la région, en parcourant les rudes environnements de cette dernière tout en combattant les Pokémon sauvages et en évitant ses attaques car le joueur peut être attaqué par un Pokémon sauvage.
Le jeu introduit de nouveaux Pokémon, parmi lesquels Cerbyllin, Paragruel et Qwilpik, évolutions respectives de Cerfrousse, de Bargantua et de Qwilfish. Il introduit également de nouvelles formes régionales, notamment pour Gueriaigle, Caninos, Voltorbe et le duo Zorua et Zoroark.
Le joueur a également l'occasion de découvrir une histoire dans laquelle le Pokémon Arceus a un rôle majeur.

## Synopsis

### Prologue
Le jeu commence avec le joueur tombant du ciel. Le joueur aperçoit un téléphone, mais pas n'importe lequel, son téléphone de lorsque le joueur était dans le futur. Soudain, Arceus apparaît de nulle part, et Arceus donne au joueur une lumière brillante.

### Chapitre 1: une terre inconnue
Le joueur a atterri sur une plage et rencontre le Professeur Lavende, le professeur de la région. Ce dernier indique au joueur qu'il est arrivé à Hisui. Il lui demande d'où il vient, mais est choquée après de découvrir que le joueur provenait du futur. Arrivé à Rusti-Cité, le joueur rencontre divers habitants du village, parmi entre eux, les plus importants sont Selena, la capitaine du Corps des Chercheurs du Groupe Galaxie, Cormier, le dirigeant du Groupe Galaxie, Lucia ou Aurel, un membre du Corps des Chercheurs du Groupe Galaxie, qui sert de rival.
La première rencontre avec Adamantin, le chef du Clan Diamant, et Nacchara, la cheffe du Clan Perle se fait au village même si ces derniers n'y habitent pas.

### Chapitre 2: l'épreuve
Le joueur choisi son Pokémon de départ parmi les 3 possibilités qui sont Brindibou, Héricendre, et Moustillon. Le joueur est ensuite chargé par Cormier de capturer un Keunotor, un Étourmi, et un Lixy. Lucia/Aurel accompagne le joueur aux Plaines Obsidiennes et parle au joueur les comportements que les Pokémon sauvages peut avoir, où Keunotor est passif et ignore le joueur, Étourmi est farouche et fuit le joueur, et Lixy est agressif et attaque le joueur. Après avoir capturé les 3 Pokémon, le joueur a officiellement rejoint le Groupe Galaxie en tant que membre du Corps des Chercheurs du Groupe Galaxie et en tant que membre 0 étoiles, Lucia/Aurel devient par conséquent son collègue.

### Chapitre 3: l'art de la confection
Le joueur créa ses premières Poké Balls, balles permettant à capturer des Pokémon sauvages.

### Chapitre 4: début des recherches: les tâches Pokédex
Le joueur reçoit le Pokédex, et commence à le compléter pour obtenir une promotion et devenir membre 1 étoile. Le joueur en profite pour composer son équipe de départ.

### Chapitre 5: la requête de Ryza
Le joueur rencontre Ryza du Clan Diamant, où elle l'acompagne jusqu'au Plateau Cer-Mont, là, ils rencontrent un Mélokrik baron, que le joueur doit impérativement capturer ou battre pour continuer son aventure.

### Chapitre 6: la convocation du dirigeant Cormier
Le joueur retourne à Rusti-Cité et rentre au Siège du Groupe Galaxie pour aller au bureau de Cormier pour le rencontrer 

### Chapitre 7: la rage du roi de la Forêt
Le joueur reçoit la Flûte Céleste, une flûte de la part d'Adamantin, le chef du clan Diamant. La Flûte permet d'appeler 5 Pokémon spéciaux qui servent de montures.  Adamantin et Ryza presentent Cerbyllin au joueur. Cerbyllin accepte d'être la monture du joueur. Le joueur et son équipe combattent et calment Hachécateur, le premier des 5 Pokémon monarques enragé.

### Chapitre 8: le souci de Marcia
Le joueur rencontre Marcia du clan Diamant qui lui donne une nouvelle mission. Le joueur doit aller voir Lagéna du clan Perle au marais carmin, afin de calmer Ursaking. Les Detroussœur ont volé un morceau de mur des ruines que garde Lagéna. Après un combat, le joueur récupère le morceau de mur et le rend à Lagéna. Convaincu des intentions du joueur, elle autorise le joueur à calmer Ursaking puis à l'utiliser comme monture.
Ensuite, le joueur va calmer Fragilady de hisui avec des boules pacifiantes.

### Chapitre 9: une nouvelle mission
Le joueur retourne à la plage pour rencontrer Cornier, ce dernier l'informe qu'il y a des nouvelles personnes qui sont arrivés à Rusti-Cité.

### Chapitre 10: l'île sans roi
Le joueur va à la Côte Lazuli, avant de découvrir qu'il n'y a pas de Pokémon monarque là bas. Nacchara veut que le joueur entraîne le fils de l'ancien Roi et résout le mystère des fantômes de l'Ile Crache-Feu. Grâce à Graham du clan Diamant, le joueur peut chevaucher Paragruel, qu'il utilise pour traverser la mer. Les Detroussœur volent le caninos de Garana du clan Perle en pensant qu'il s'agit du caninos fils de l'ancien Roi. Arrivé à l'Île Crache-Feu, le joueur se bat contre les 3 sœur. Une fois battu les 3, le caninos, le vrai fils de l'ancien Roi arrive en surmontant sa peur de l'eau. Ayant prouvé sa valeur, il évolue en Arcanin, devant ainsi le nouveau monarque. Néanmoins un puits éclair s'abat sur Arcanin, le rendant enragé. Le joueur et son équipe affrontent Arcanin de Hisui et l'apaiser.

### Chapitre 11: une périlleuse ascension
Grâce à Chammal du clan Perle, le joueur peut invoquer Farfurex, utile pour gravir le Contrefort Couronné. Au grand dam de Camille, le gardien, le joueur et son équipe affrontent Électrode de Hisui et le calment.

### Chapitre 12: le roi dormant des plaines enneigées
Le joueur va dans les Terres Immaculées et visite le Temple de Frimapic. Avec l'aide de Sabi du clan Diamant, le joueur peut invoquer Gueriaigle de Hisui, utile pour voler dans les airs. Le joueur et son équipe affrontent et apaisent Séracrawl de Hisui.

### Chapitre 13: de brusques changements
Le joueur et son équipe ont été exilés de Rusti-Cité par Cormier, car il croyait à tort que le joueur était la cause de tout le chaos à Hisui car le joueur est tombé du ciel. Le joueur doit se rendre au Hameau Oublié, où le joueur rencontre Penséa. Pour la mission, le joueur doit choisir s'il sera accompagné de Nacchara du Clan Perle ou Adamantin du Clan Diamant.

### Chapitre 14: l'épreuve du lac Vérité
Le joueur rencontre Créfollet dans la Caverne Vérité, où le joueur affronte et réussi l'épreuve de Créfollet.

### Chapitre 15: l'épreuve du lac Courage
Le joueur rencontre Créfadet dans la Caverne Courage, où le joueur affronte et réussi l'épreuve de Créfadet.

### Chapitre 16: l'épreuve du lac Savoir
Le joueur rencontre Créhelf dans la Caverne Savoir, où le joueur affronte et réussi l'épreuve de Créhelf.

### Chapitre 17: au sommet du mont Couronné
Le joueur reçoit la chaîne rouge. Le joueur va ensuite au sommet du Mont Couronné, où le joueur rencontre Dialga ou Palkia, et utilise la Chaîne Rouge pour le rendre plus facile à capturer.

### Chapitre 18: une seconde créature
Le joueur et son équipe ne sont plus exilé de Rusti-Cité et le joueur peut enfin retourner à Rusti-Cité, où à partir des restes de la Chaîne Rouge, créa l'Origine Ball. Le joueur retourne au sommet du Mont Couronné, où il rencontre Palkia ou Dialga, et utilise l'Origine Ball pour le capturer.

### Chapitre 19: après la grande fête
Le joueur retourne à Rusti-Cité pour faire la fête, après la fête, le joueur rentre au Siège du Groupe Galaxie pour aller dans le bureau de Selena pour la rencontrer.

### Chapitre 20: sur les traces des légendes
Au Bocage Agité, le joueur et son équipe combattent une Apireine baron pour la vaincre.

### Chapitre 21: la plaque des lacs
Aux Lacs Vérité, Courage et Savoir, le joueur capture respectivement Créfollet, Créfadet et Créhelf.

### Chapitre 22: la plaque de l'île Crache-Feu
À l'Île Crache-Feu, le joueur capture Heatran.

### Chapitre 23: la plaque de l'arène de la Lune
À l'Arène de la Lune, le joueur capture Cresselia.

### Chapitre 24: la plaque du temple de Frimapic
Au temple de Frimapic, le joueur capture Regigigas.

### Chapitre 25: la plaque de la plage Premiépas
À la plage, le joueur et son équipe affrontent Cormier, dont son équipe est composée de Grolem, Mélodelfe, Ronflex, Gueriaigle de Hisui et Scarhino. Une fois les 5 Pokémon battus, le joueur reçoit son avant-dernière plaque.

### Chapitre 26: La dernière des plaques
Au sommet du Mont Couronné, le joueur et son équipe affrontent Percupio, dont son équipe est composée Spiritomb, Arcanin de Hisui, Roserade, Lucario, Togekuss et Carchcrok. Une fois les 6 Pokémon battus, Giratina apparaît de nulle part et le joueur et son équipe doivent l'affronter. Au milieu du combat, Giratina change de forme. Une fois Giratina battu, le joueur reçoit enfin sa dernière plaque. Soudainement, la Flûte Céleste brille et devient la Flûte Azur.

### Chapitre final: Le Pokémon vénéré comme une divinité
Après avoir capturé 237 différentes espèces de Pokémon, le joueur et son équipe monte au sommet du Mont Couronné. Le joueur utilise sa Flûte Azur pour faire apparaître les escaliers, ces escaliers mènent à Arceus. Le joueur et son équipe affrontent Arceus. Une fois mis KO, Arceus récompense le joueur en se faisant volontairement être capturé.

### Épilogue
Le joueur, ayant capturé Arceus, a officiellement complété le Pokédex, et accepte finalement qu'il ne peut plus retourner vers le futur.

## Développement
Le développement du jeu a débuté à l'automne 2018.
Le 26 février 2021 (16 h heure française), le jeu est officiellement annoncé lors d'un Pokémon Presents organisé dans le cadre du 25e anniversaire de la franchise Pokémon. Ce jeu est alors prévu pour le début de l'année 2022.
Pour accompagner la sortie du jeu, la société Hori commercialise un Switch Split Pad Pro, un pack d'aventure Switch et un étui de coffre Switch aux couleurs du jeu Pokémon Légendes : Arceus début 2022. Les produits sont officiels Nintendo et The Pokémon Company International,.
Après sa sortie, le jeu reçoit différentes mises à jour dont certaines, comme L'Éveil de Hisui, ajoutent du nouveau contenu.

## Accueil

### Critiques
Lors de la diffusion des dernières bandes-annonces, le jeu est victime de nombreuses critiques notamment sur la qualité des graphismes de la part des joueurs. Malgré tout, le jeu reçoit des critiques généralement favorables avec une moyenne de 83/100 sur Metacritic.

### Ventes
Le jeu se vend à plus de 6,5 millions d'exemplaires lors de sa première semaine de commercialisation, dont environ 1,43 million au Japon. Il est alors le deuxième meilleur lancement d'un jeu Pokémon derrière Pokémon Soleil et Lune.

## Postérité
Un anime se déroulant dans la région d'Hisui est annoncé en février 2022. Intitulé Pokémon : Les Neiges de Hisui, il est réalisé au sein de Wit Studio par Ken Yamamoto, avec un scénario de Taku Kishimoto et un design des personnages par KURO. Les trois épisodes sont diffusés à partir du 18 mai 2022 sur la chaîne YouTube et l'application Pokémon TV.